# Heteromirafra

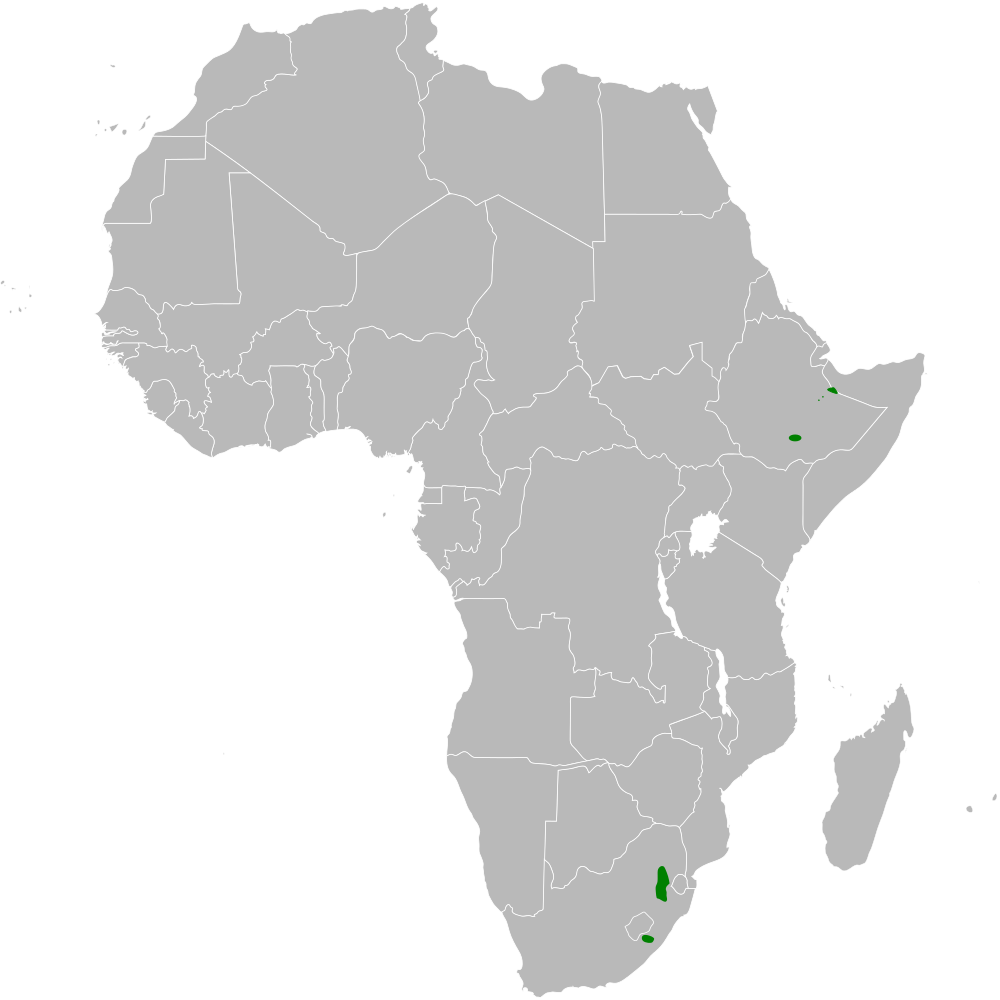
Verbreitungskarte der Gattung Heteromirafra

Heteromirafra ist eine Gattung der Lerchen. Unter den heute lebenden Vogelarten gehören 2 Arten zu der Gattung. Eine deutsche Bezeichnung hat sich für diese Gattung bislang nicht eingebürgert, da aber bei beiden rezenten Vertretern die Hinterkralle auffällig verlängert ist, werden sie gelegentlich als Spornlerchen bezeichnet.

## Verbreitung
Das Verbreitungsgebiet beider Arten der Gattung ist klein und inselartig, im einen Fall in der Republik Südafrika, im anderen im Nordwesten Somalias entlang der Grenze zu Äthiopien.

## Arten
- Transvaalspornlerche (Heteromirafra ruddi (Grant, CBH, 1908))
- Somalispornlerche (Heteromirafra archeri Clarke, 1920)

## Gefährdung
Beide Arten stehen auf der Roten Liste, die Transvaalspornlerche gilt als stark gefährdet, die Somalispornlerche sogar als vom Aussterben bedroht.